# Братья Эммануил

Мемориальная доска установленная в крепости Небойша Белград

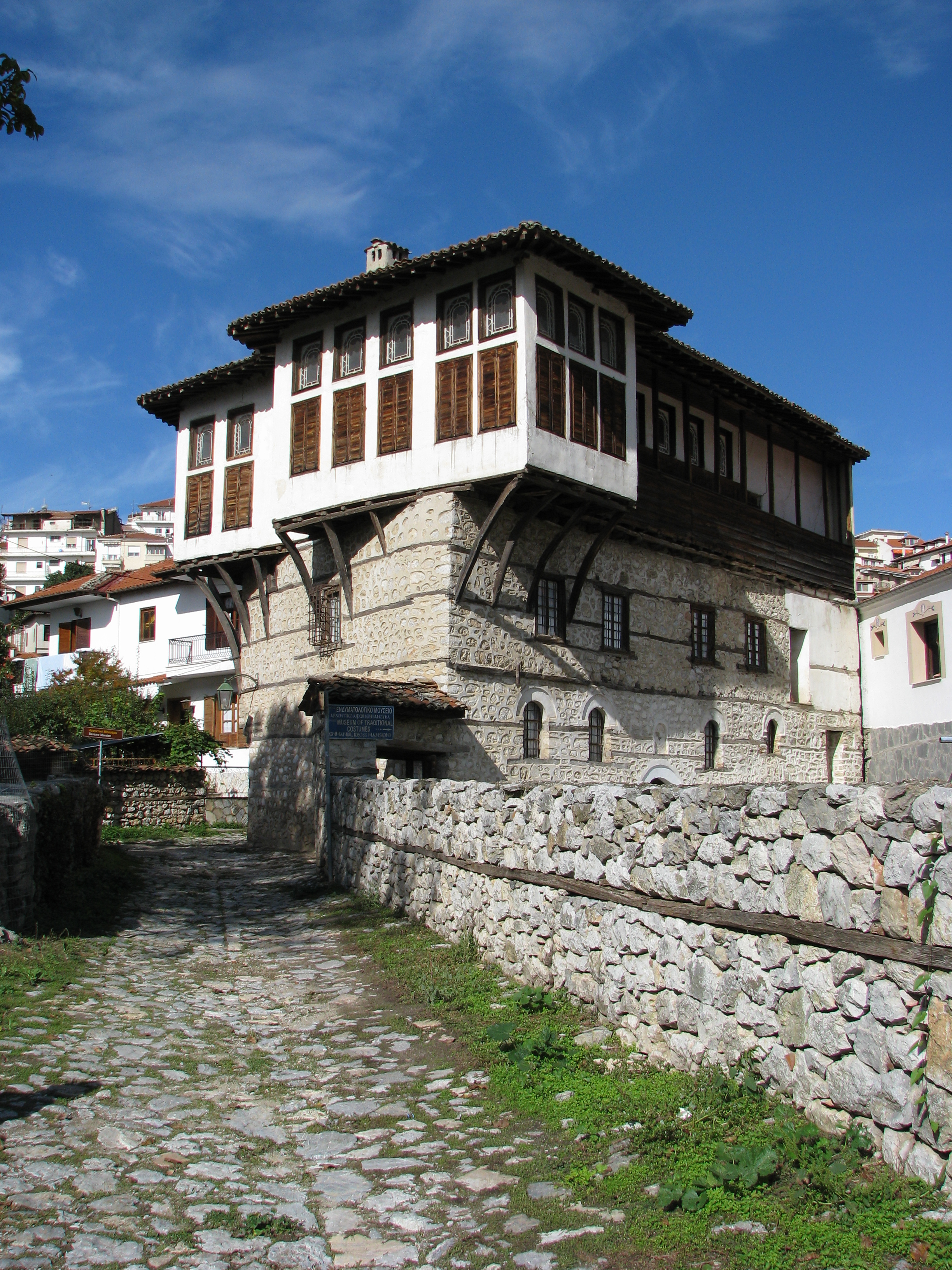
Родовой дом братьев Эммануил. В настоящее время — Музей костюма

Иоаннис Эммануил (греч. Ιωάννης  Εμμανουήλ, 1774, Кастория, Османская империя — 12 июня 1798, Белград) и Панайотис Эммануил (греч. Παναγιώτης Εμμανουήλ, 1776, Кастория — 12 июня 1798, Белград), вместе Братья Эммануил — двое из «восьми великомучеников греческой свободы», членов революционной организации Ригаса Фереоса.

## Биография
Иоаннис родился в городе Кастория, Западная Македония в 1774 году. Учился медицине в Вене . Его брат Панайотис был двумя годами моложе и работал бухгалтером в торговом доме сотрудника Ригаса по революционной организации, Эвстратия Аргентиса. Иоаннис Эммануил связался с Ригасом и был вовлечён в его планы о освобождении эллинов.
Был послан Ригасом в Македонию, для подготовки восстания.
По возвращении в Вену был схвачен австрийской полицией, вместе со своим братом, Ригасом, и другими 15 греческими революционерами, «в основном из греков Македонии». Восемь из них, будучи османскими подданными, были переданы турецким властям Белграда. Австрийцы полагали получить взамен польских революционеров, бежавших на османскую территорию. Греческие революционеры были заключены в белградскую крепость Небойша и задушены 12 июня 1798 года. Тела были выброшены в реку Сава.
Согласно преданию, Ригас перед смертью сказал: «Я посеял достаточно семян. Придёт час, ростки взойдут и Род соберёт урожай».

## Великомученики Белграда
Великомученики Белграда:
- Фереос, Ригас — из Велестинона (Фессалия), 40 лет
- Эвстратиос Аргентис — коммерсант с острова Хиос, 31 лет
- Димитриос Николидис — врач из Янины, 32 лет
- Антониос Корониос — коммерсант и писатель из Хиоса, 27 лет
- Иоаннис Карадзас — писатель из Левкосия (остров Кипр), 31 лет
- Теохарис Турундзиас — коммерсант из города Сьятиста (Западная Македония), 22 лет
- Иоаннис Эммануил — студент из Кастории (Македония), 24 лет
- Панайотис Эммануил — служащий Аргентиса, из Кастории, 22 лет

## Память
- Мемориальная доска установлена в месте гибели 8 греческих революционеров, в белградской крепости Небойша.